# یوریسور
یوریسور(نام علمی: Eurysaurus) نام یک سرده از فراراستهٔ خزنده‌بالگان است.